# Lins
Lins é um município na região centro-oeste do estado de São Paulo. Sua população em 2022 era estimada em 74.068 habitantes segundo prévia do Censo 2022 do Instituto Brasileiro de Geografia e Estatística (IBGE). O município é formado pela sede e pelo distrito de Guapiranga.

## História
No início do século XX, um povoado regional com o nome de Santo Antônio do Campestre começou a surgir nas proximidades do que era o cruzamento entre uma antiga trilha dos índios coroados, habitantes originais da região, e a recém-construída Estrada de Ferro Noroeste do Brasil, próxima ao córrego denominado Campestre (anteriormente conhecido como Brumadinho ou Douradinho).
Em 16 de fevereiro de 1908, o então presidente da república Afonso Pena inaugurou um trecho contendo quatro estações da ferrovia mencionada. Dentre estas estações, estava a do quilômetro 152, conhecida por "Estação Campestre", próxima ao córrego homônimo. Esta estação foi batizada "Albuquerque Lins", em homenagem ao político alagoano Manuel Joaquim de Albuquerque Lins, que seria presidente (cargo este que hoje se denomina governador) do estado de São Paulo entre 1908 e 1912.
Em 1913, o povoado de Santo Antônio do Campestre foi elevado à categoria de distrito de paz do município de Bauru, com sua emancipação política datando de 21 de abril de 1920.
Lins surgiu no cruzamento de uma trilha de índios localizada nas proximidades dos Rios Tietê e Dourado e a Estrada de Ferro Noroeste do Brasil. Os trilhos da Estrada de Ferro traziam os homens que cortavam as matas com seu destino já traçado pelo Marechal Rondon, rumo ao Mato Grosso. Desde o ano de 1906 o fazendeiro Manuel Francisco Ribeiro, que tinha grande extensão de terra em São Sebastião de Pirajuí (hoje Pirajuí), já andava por estas paragens atrás de farta caça e pesca. A partir de então várias famílias aqui se estabeleceram fundando o patrimônio de Santo Antônio do Campestre.
Em 16 de fevereiro de 1908, o Presidente da República, Senhor Afonso Pena, acompanhado do Eng. Conde Paulo de Frontin (inspetor da Estrada de Ferro Noroeste do Brasil), visitou a região para proceder a inauguração da 20ª seção da Estrada de Ferro Noroeste do Brasil. Por motivos alheios à sua vontade deixou de seguir viagem, com a comitiva do Presidente, o Major Manuel Joaquim de Albuquerque Lins. Naquele mesmo dia 16 de fevereiro de 1908, a estação da via férrea, km 152, recebeu o nome de "Albuquerque Lins" em homenagem ao Presidente da Província.
O coronel Joaquim de Toledo Piza e Almeida e sua esposa se estabeleceram no local em 1913. Foi doada pelo Coronel uma gleba à Municipalidade de Bauru, anexa à Estação de Albuquerque Lins, para que se estabelecesse o núcleo de uma povoação. Criou-se o Distrito de Albuquerque Lins, transferido em 1914 para o município de Pirajuí. Em 30 de dezembro de 1913, Carlos Augusto Pereira Guimarães, Vice-Presidente do Estado criou o Distrito de Paz de Albuquerque Lins, com sede no povoado da estação do mesmo nome da Estrada de Ferro Noroeste do Brasil. Lins nasceu com o nome de Douradinho (Brumadinho), Campestre, Santo Antonio do Campestre; depois Albuquerque Lins e finalmente Lins.

## Geografia
Localiza-se a uma latitude 21º40'43" sul e a uma longitude 49º44'33" oeste, estando a uma altitude de 437 metros e a uma distância de 430 quilômetros da capital do estado.
Faz divisa com os municípios de Sabino (ao norte), Cafelândia (ao leste), Guaimbê e Getulina (ao sul) e Guaiçara (a oeste).

### Topografia
Relevo com altitude média de 484 metros, apresentando aclives e declives bastante característicos de vales dos rios. O cenário local inteiramente se reporta ao Rio Campestre, que corta a cidade, sendo em torno deste que se originam os mencionados desníveis de terreno.
Praticamente todas as terras do município estão compreendidas na classificação "Bauru-Superior", isto é, terras arenosas mistas, de boas propriedades físicas, solo profundo e poroso.

### Clima

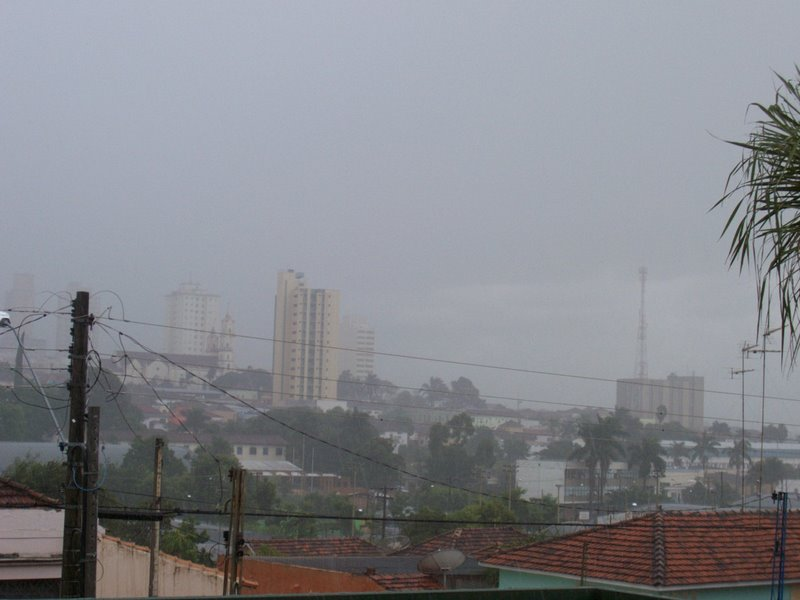
Lins em dia de chuva

Predomina a temperatura elevada. O calor é forte em todo o verão, com inverno seco e frio, mas, ainda assim, com alguns dias de temperaturas elevadas. No período de inverno, a cidade pode enfrentar temperaturas muito baixas durante as madrugadas e amanhecer. A distribuição das chuvas está concentrada no intervalo compreendido entre os meses de outubro e março. Geadas ocorrem excepcionalmente e em regiões restritas às baixadas.
Segundo dados do Instituto Nacional de Meteorologia (INMET), referentes ao período de janeiro de 1961 a fevereiro de 1981, setembro de 1998 a setembro de 2002 e a desde setembro de 2006, a menor temperatura observada em Lins foi de −2,2 °C em 15 de agosto de 1978, seguida por −1 °C em 18 de julho de 1975 e a maior atingiu 43,5 °C em 7 de outubro de 2020, sendo esta a temperatura mais alta já registrada em todo o estado de São Paulo, superando o recorde anterior de 43 °C registrado em Iguape, no litoral sul paulista, em 3 de fevereiro de 1933.
O maior acumulado de precipitação em 24 horas chegou a 151,6 milímetros (mm) em 13 de novembro de 1969. Outros grandes acumulados iguais ou superiores a 100 mm foram: 144,4 mm em 28 de janeiro de 2009, 117,3 mm em 17 de março de 1974, 104,6 mm em 2 de dezembro de 1977, 100,9 mm em 28 de outubro de 1966 e 100,2 mm em 20 de fevereiro de 1972. Desde setembro de 2006 o menor índice de umidade relativa do ar (URA) foi de 9% em setembro de 2020, nos dias 11 e 30, e a maior rajada de vento registrada atingiu 24 m/s (86,4 km/h) em 19 de novembro de 2006.
| Dados climatológicos para Lins | Dados climatológicos para Lins | Dados climatológicos para Lins | Dados climatológicos para Lins | Dados climatológicos para Lins | Dados climatológicos para Lins | Dados climatológicos para Lins | Dados climatológicos para Lins | Dados climatológicos para Lins | Dados climatológicos para Lins | Dados climatológicos para Lins | Dados climatológicos para Lins | Dados climatológicos para Lins | Dados climatológicos para Lins |
| Mês | Jan                            | Fev                            | Mar                            | Abr                            | Mai                            | Jun                            | Jul                            | Ago                            | Set                            | Out                            | Nov                            | Dez                            | Ano                            |
| --- | ------------------------------ | ------------------------------ | ------------------------------ | ------------------------------ | ------------------------------ | ------------------------------ | ------------------------------ | ------------------------------ | ------------------------------ | ------------------------------ | ------------------------------ | ------------------------------ | ------------------------------ |
| Temperatura máxima recorde (°C) | 38,9                           | 38,6                           | 39,5                           | 37,2                           | 34,4                           | 33                             | 34,7                           | 38,7                           | 41,9                           | 43,5                           | 39,9                           | 39,3                           | 43,5                           |
| Temperatura máxima média (°C) | 30,9                           | 31,1                           | 30,8                           | 29,4                           | 27,6                           | 26,5                           | 26,8                           | 29,2                           | 30,2                           | 30,5                           | 30,7                           | 30,5                           | 29,5                           |
| Temperatura média (°C) | 25,2                           | 25,4                           | 24,9                           | 22,9                           | 20,7                           | 19,5                           | 19,3                           | 21,3                           | 22,9                           | 23,8                           | 24,3                           | 24,7                           | 22,9                           |
| Temperatura mínima média (°C) | 19,5                           | 19,7                           | 19                             | 16,4                           | 13,8                           | 12,4                           | 11,8                           | 13,4                           | 15,5                           | 17,1                           | 17,8                           | 18,9                           | 16,3                           |
| Temperatura mínima recorde (°C) | 12                             | 11,2                           | 10,7                           | 6                              | 0,7                            | 2,1                            | −1                             | −2,2                           | 4,6                            | 9,3                            | 10,8                           | 12,8                           | −2,2                           |
| Precipitação (mm) | 229                            | 193,1                          | 148,7                          | 68,8                           | 60,6                           | 41,2                           | 27,6                           | 26,7                           | 64,7                           | 102,7                          | 131,2                          | 206,3                          | 1 300,6                        |
| Fonte: Instituto Nacional de Meteorologia (normal climatológica de 1961 a 1990; recordes de temperatura: 01/01/1961 a 28/02/1981 e 01/09/1998 a 03/09/2002) |                                |                                |                                |                                |                                |                                |                                |                                |                                |                                |                                |                                |                                |
| Fonte 2: Centro de Pesquisas Meteorológicas e Climáticas Aplicadas à Agricultura (CEPAGRI) (médias de temperatura e precipitação)                           |                                |                                |                                |                                |                                |                                |                                |                                |                                |                                |                                |                                |                                |

### Rodovias
- SP-300 Rodovia Marechal Rondon
- BR-153 Rodovia Transbrasiliana
- SP-381 Rodovia David Eid

### Ferrovias
- Estrada de Ferro Noroeste do Brasil (NOB) (Bauru - Corumbá (MS)). Esta ferrovia interliga-se com a Bolívia, e em 1996 foi privatizada e entregue à administração e exploração à ALL - America Latina Logistica.

## Demografia

### Dados demográficos
Dados do Censo - 2010
População total: 71 432
Densidade demográfica (hab/km²) : 125,27
Taxa de alfabetização: 95,0%
Dados do Censo - 2000
Mortalidade infantil até 1 ano (por mil): 11,79
Expectativa de vida (anos): 73,56
Taxa de fecundidade (filhos por mulher): 1,97
Índice de Desenvolvimento Humano (IDH-M): 0,827
- IDH-M Renda: 0,782
- IDH-M Longevidade: 0,809
- IDH-M Educação: 0,891

## Política e administração
- Lista de prefeitos de Lins

## Economia

### Comércio
Lins tem 1 749 lojas de comércio dentre elas, varejo, minimercados, mercearias, materiais de construção, loja de roupas, etc..

### Serviços
São 858 lojas de serviços: dentre elas, alojamento, alimentação, transporte terrestre e informática.

### Indústria
O município se destaca pela presença do JBS. O conglomerado, atuante em vários ramos (carnes, couro, higiene e limpeza, produtos) emprega boa parte da força de trabalho local sendo também responsável de forma indireta por grande parte do movimento do comércio da cidade.
Recentemente, foi implantada a Usina Lins, usina esta de álcool combustível, pertencente ao grupo Batatais. Sua implantação contribuiu para o acréscimo substancial do movimento da economia linense. Em adição, existe uma parcela considerável de trabalhadores que se deslocam por cerca de 10 km até a sede da usina pertencente ao grupo Equipav, outra grande empresa do ramo sucro-alcooleiro que se situa em área pertencente aos limites do município de Promissão.

### Agricultura
No que por anos foi considerada a maior bacia de leite do estado de São Paulo, a atividade agrícola é bastante diversificada, com predominância crescente do plantio de cana-de-açúcar. Nas redondezas da cidade também encontramos plantações de café, seringueiras, eucaliptos, milho, e algodão. A partir da segunda metade da presente década, seguindo a tendência dominante, ocorreu o já mencionado incremento no plantio de cana-de-açúcar.

## Infraestrutura

### Transportes

#### Terminal Rodoviário
O Terminal Rodoviário de Lins recebe cerca de 12 empresas de transportes de passageiros que ligam aos estados de São Paulo, Mato Grosso do Sul, Paraná entre outros, suas linhas vão ao destino de São Paulo, Santos, Bauru, Araçatuba, Campo Grande, Três Lagoas, São José do Rio Preto, Curitiba, Londrina, Maringá, Ponta Grossa, Florianópolis, Porto Alegre, Rio de Janeiro, Goiânia, Brasília, entre outras cidade do Brasil.

#### Aeroporto
O Aeroporto de Lins operou linhas de passageiros por um curto período. Hoje, a maior demanda do aeroporto é de voos particulares. Conta com pista em asfalto de 1 700 metros e registrou 2 331 pousos e decolagens em 2011.

#### Gasoduto
O Gasoduto Bolívia-Brasil corta o município de Lins ao norte, com 21 km de extensão.

### Forças Armadas
A cidade abriga o 37º Batalhão de Infantaria Mecanizada (37º BI MEC), que pertence a 11° Brigada de Infantaria Mecanizada (Brigada Anhanguera), do Exército Brasileiro. É a tropa da Força Terrestre do Estado de São Paulo mais distante de sua capital.

### Saúde

#### Hospitais
- Hospital Clemente Ferreira (para recuperação de cirurgias)
- Hospital e Maternidade São Francisco
- Hospital Unimed - A. Gelis
- Santa Casa de Misericórdia de Lins

### Educação

#### Instituições Particulares
- ETL de Lins

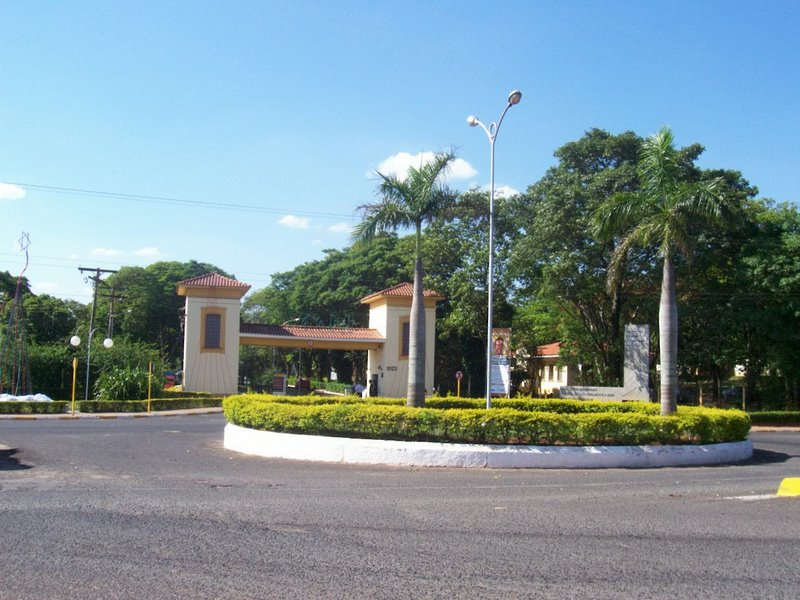
Centro Universitário de Lins.

- Colégio Educacional "Nossa Senhora Auxiliadora"
- Instituto Americano de Lins
- Colégio Preve Objetivo
- Escola Adventista de Lins
- Unisalesiano
- Universidade Metodista de Piracicaba - Campus Lins
- Centro Universitário de Lins
- Associação dos Odontólogos de Lins - AOL LINS

#### Instituições Públicas
- Faculdade de Tecnologia do Estado de São Paulo
- Escola Técnica Estadual (São Paulo)
  - Escola estadual Fernando Costa
  - Escola estadual Genoveva Junqueira
  - Escola estadual Dom Henrique Mourão
  - Escola estadual 21 de Abril
  - Escola estadual Otacílio Santana
  - Escola estadual Padre Eduardo
- Serviço Nacional de Aprendizagem Industrial Campus Universidade Metodista de Piracicaba

### Comunicações

#### Telefonia
O sistema de telefones automáticos foi inaugurado na cidade em 1959 pela empresa Serviços Municipais de Telefones Automáticos (SMTA), administrada pela Companhia Telefônica Brasileira (CTB). Já o sistema de discagem direta à distância (DDD) foi implantado em 1978 pela Telecomunicações de São Paulo (TELESP) com o código de área (0145).
Na década de 90 o código DDD da cidade foi alterado para (014), para padronização do sistema telefônico com a telefonia celular que estava sendo implantada em todo o estado.

#### Emissoras de rádio
- Rádio Regional Esperança FM - 95.1 MHz
- Rádio Amiga FM - 96.7 MHz
- Rádio Alternativa FM (comunitária) - 98.7 MHz
- Rádio Show FM - 100.7 MHz
- Rádio Adoração FM - 101.7 MHz
- Rádio Clube FM - 103.1 MHz
- Rádio Band FM - 104.7 MHz (sinal vindo de Promissão)
- Rádio Regência FM - 107.1 MHz

## Cultura e lazer

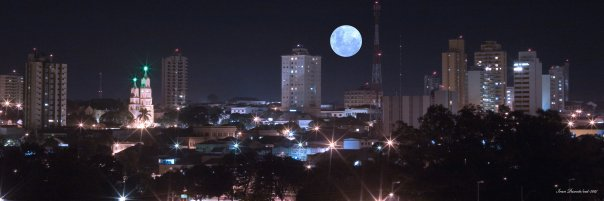
Vista noturna do Centro da cidade

### Cinema
- MMC Cinemas

### Casas Noturnas

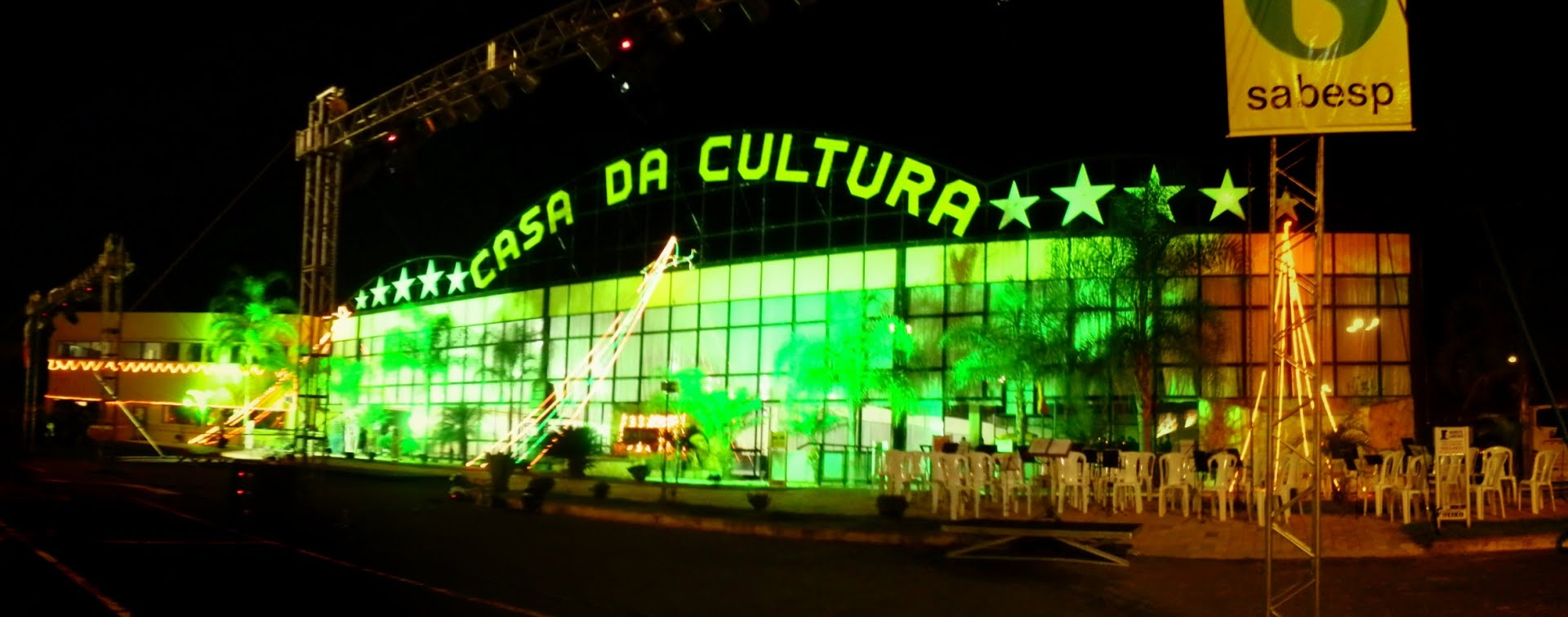
Casa da cultura

- Cheears Lounge & Bar

### Clubes
O município conta com 3 clubes em funcionamento:
- Lins Country Club, localizado às margens da Rodovia Marechal Rondon.
- Associação Desportiva da Polícia Militar, contando com piscinas, quadras esportivas, campos de futebol, lanchonete, cancha de bocha, salão de festas, parque infantil. Localizada na Rua Minas Gerais sem número, na Vila Militar.
- Associação Atlética do Banco do Brasil, que conta com piscina aquecida e diversas quadras de futebol. Fica localizada na Avenida Duque de Caxias.

Os cidadãos linenses tiveram, também, durante décadas, a marcante presença do Clube Linense (hoje pertencente à Prefeitura Municipal), prestigiado pela alta sociedade e que, nos últimos anos, viveu um período de decadência e drástica redução no número de associados, vindo a encerrar suas atividades no ano de 2008.

### Roteiros rurais
Os roteiros rurais do Campestre e do Rio Dourado, reúnem principalmente atrações gastronômicas e de lazer na zona rural da cidade.

### Águas Termais
A cidade conta com um hotel resort, o Blue Tree Park pertencente a rede Blue Tree Hotels, com amplo parque aquático com águas termais.

### Esportes

#### Futebol
Lins conta com uma equipe de futebol atualmente, que é o Clube Atlético Linense, popularmente conhecido por seus torcedores como "Elefante da Noroeste".  O clube, depois de tempos sombrios nos anos 90, reapareceu no cenário futebolístico, tendo conseguido o acesso à série A2 do Campeonato Paulista de Futebol no ano de 2008, e também à série C do Campeonato Brasileiro nesse mesmo ano. Em 24 de abril de 2010 o time do Clube Atlético Linense com uma vitória sobre o União Agrícola Barbarense se tornou o Campeão Paulista da Série A2 de 2010 e retornou depois de 53 anos para o Campeonato Paulista da Série A1 em 2011.
A cidade conta com o 'Estádio Municipal Gilberto Siqueira Lopes', mais conhecido como 'Gilbertão', nome dado em homenagem a um importante advogado e político local, local onde se mandam os jogos do time da cidade com a capacidade de 15 mil torcedores. Além do principal estádio, a cidade conta com outros menores usados para o campeonato amador como o Estádio Fernando Costa, Campo do Botafogo, Campo do Pasetto entre outros.

#### Outros esportes
A cidade de Lins também conta com equipes de voleibol, futsal (representado pelo Linense) e outros esportes olímpicos. Possui também uma equipe de basquetebol, o Lins Basquete, que chegou ao vice-campeonato da Liga Ouro de 2014 (divisão de acesso à liga NBB). Posteriormente, com a falta de apoio por motivos não explicados, a equipe caiu de rendimento e passou a disputar ligas regionais e a divisão de acesso do Campeonato Paulista de Basquete. Também é conhecida por ser uma das únicas cidades da região em que há a prática de beisebol.[carece de fontes?]

## Pessoas ilustres
- Nascidos em Lins

## Religião
O Cristianismo se faz presente na cidade da seguinte forma:

### Igreja Católica

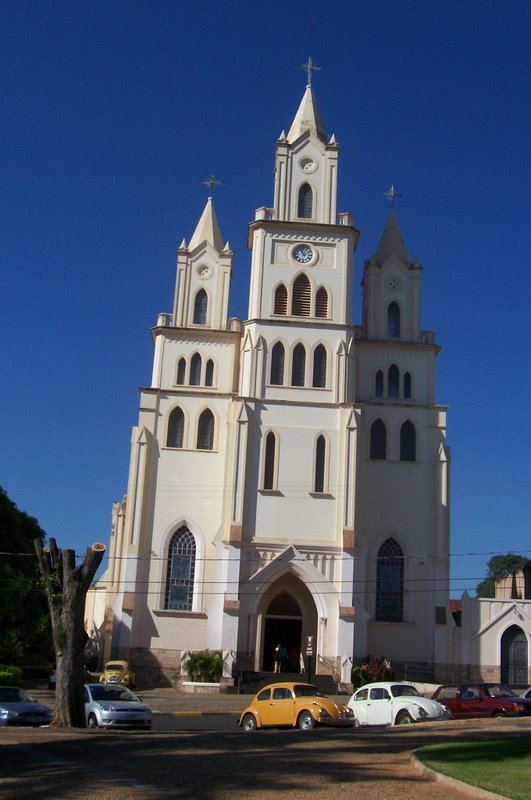
Sé da Diocese de Lins, a Catedral de Santo Antônio.

- A igreja é sede da Diocese de Lins.[27]

#### Catedral de Santo Antônio
Em 1913, foi doada, à Câmara Municipal de Bauru, uma gleba de terra que deu início à construção de um templo em alvenaria, inaugurado em junho de 1916. Em 1925, foi lançada a pedra fundamental para a construção do novo templo, destinado a abrigar a Matriz de Santo Antônio. Após cinco anos, realizou-se a conclusão da cobertura do templo, marcando também o início das funções religiosas, bem como a demolição do prédio antigo.
A Catedral de Santo Antônio é um símbolo da arte gótica em toda região. Sua arquitetura em estilo gótico é percebida através dos arcos em ogiva, sendo que a abóbada é uma das principais características da sua construção. Os rodapés da igreja são recobertos de mármore, e o altar-mor, em mármore italiano. De todas as igrejas de Lins, a catedral é a que possui o maior número de santos. Também conserva a cadeira que simboliza a sede do bispado, na qual somente o bispo pode sentar-se.
Os vitrais incrustados na catedral inspiram contemplação e reflexão às pessoas que têm a oportunidade de vê-los. Os bancos são todos talhados no estilo gótico, seguindo a construção e arquitetura da catedral. O piso original da catedral pode ser visto no púlpito. Outros elementos podem ser observados na catedral, como as criptas dos bispos dom Walter Bini e dom Pedro Paulo Koop.

#### Santuário de Fátima
No início do ano de 1953, dom Henrique Gelain, então bispo de Lins, confiou ao padre Norberto Kondó o apostolado junto ao povo da Vila Junqueira (Lins), tendo em vista a construção do santuário. Em maio de 1954, foi benta a pedra fundamental do santuário, vinda da Cova da Iria, em Portugal incrustada artisticamente em bloco de mármore. Em julho de 1954, foi iniciada a construção da capela provisória.
Sua arquitetura, em estilo renascentista, é caracterizada pela geometria euclidiana. No santuário, encontram-se duas relíquias da aparição de Maria em Fátima: um ramo da azinheira, árvore típica de Portugal, sobre a qual Maria apareceu, e também um pedaço das vestes da irmã Lúcia, uma das testemunhas da aparição.

#### Igreja Dom Bosco
Com suas obras concluídas em 1940, a Igreja de São João Bosco é um exemplar da arte e arquitetura barroca em Lins. Na parte externa da igreja, podem-se observar mosaicos na parte superior da porta principal. A igreja possui vários vitrais: uma série deles representa os sonhos de São João Bosco. Do altar, pode-se admirar um outro vitral no estilo e formato rosáceo. Atrás do altar, estão localizados outros três vitrais. Uma curiosidade no interior da igreja são as doze colunas que circundam o altar: uma menção aos doze apóstolos.

### Igreja Ortodoxa Grega
O templo tem as características típicas dos monumentos arquitetônicos de estilo bizantino: a abóbada arredondada e a cruz de braços de igual tamanho são vistas em templos ortodoxos e grandes catedrais, inclusive na Rússia. A posição do templo respeita a crença de que o altar deve estar na direção em que nasce o sol e, por isso, ele parece levemente deslocado com relação ao traçado das ruas. Seu interior guarda conceitos antiquíssimos e costumes milenares. Os ícones são típicos da cultura bizantina, sendo que, em sua elaboração artística, sempre se usa o dourado, feito de pó de ouro, contornando os halos dos santos.

### Igrejas Evangélicas
Entre as igrejas protestantes históricas, pentecostais e neopentecostais, encontram-se na cidade: Igreja Apostólica Renascer em Cristo; Igreja Assembleia de Deus Ministério do Belém; Igreja
Assembleia de Deus Ministério de Pirajuí; Igreja Batista Ágape; Igreja Batista do Calvário; Igreja Batista Ide; Primeira Igreja Batista; Congregação Cristã no Brasil; Igreja Cristã de Atos; Igreja Cristã Maranata; Igreja do Evangelho Quadrangular; Igreja Internacional da Graça de Deus; Igreja Metodista; Igreja Mundial do Poder de Deus; Igreja Pentecostal Deus é Amor; Igreja Evangélica Pentecostal Jesus Cristo é Poder; Igreja Presbiteriana do Brasil; Igreja Universal do Reino de Deus; Igreja Evangélica Verbo da Vida; dentre outras.

### Outras religiões

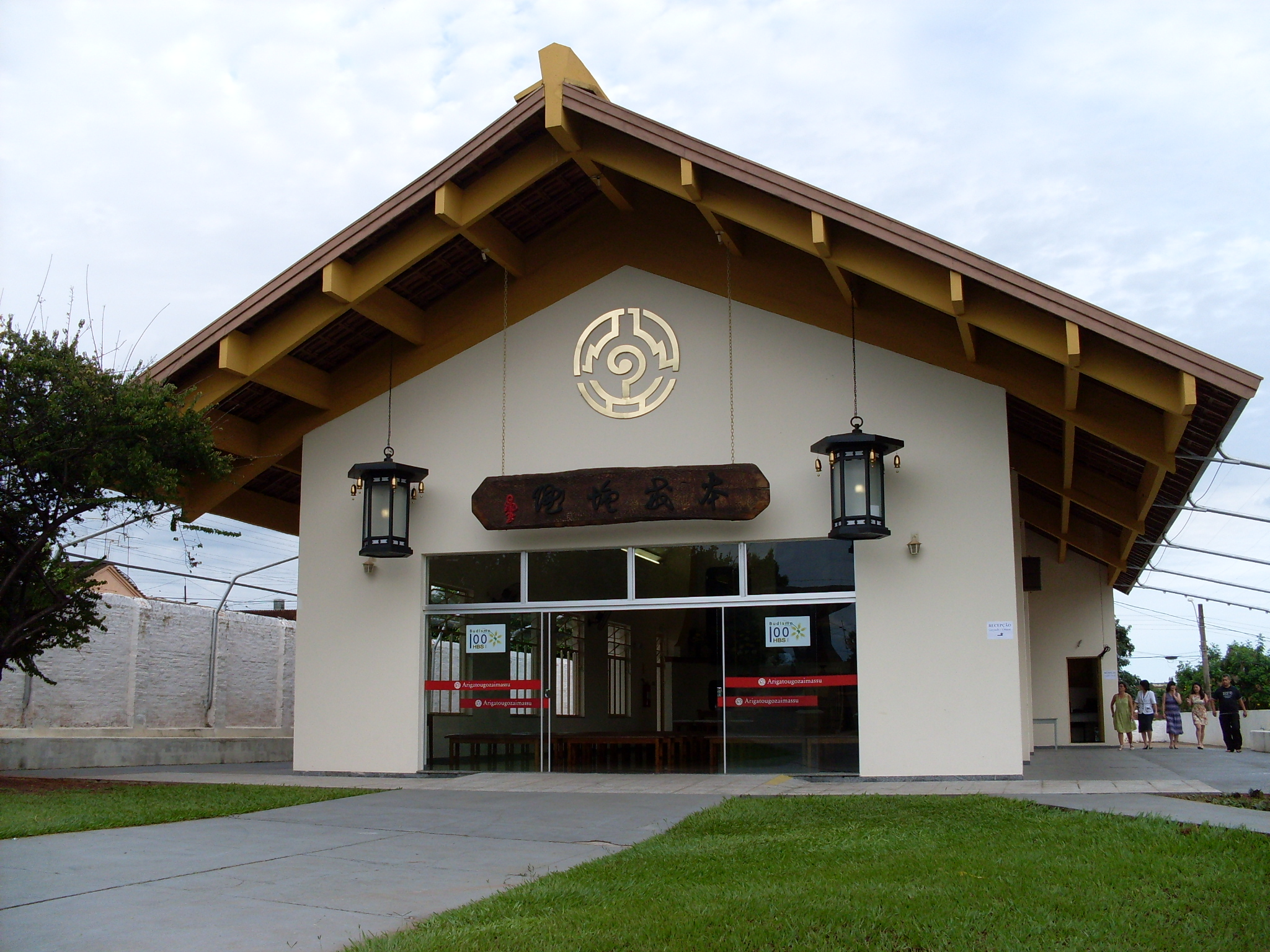
Templo budista Taissenji.

#### Templo Budista Honpa Hongwanji de Lins
Para sua fundação, foi concedida, pela sede central de Quioto, no Japão, autorização para a instalação da imagem do Buda Amida. Foi, então, constituído oficialmente o Templo Budista de Lins do Brasil, tendo, como primeira sacerdotisa, Kunkai Okayama, dando continuidade ao templo até os dias de hoje. O templo é da seita "shin budismo" da terra pura - Comunidade Budista Sul-Americana Jodo Shinshu Honpa Hongwanji.

#### Templo Budista Taisenji
Pertence à Honmon Butsuryu-Shu, a primeira seita budista a se instalar no Brasil, com a vinda do monge budista Tomojiro Ibaragui a bordo do navio Kasato Maru em 18 de junho de 1908, marcando oficialmente o início da colonização japonesa no Brasil.